# 11418 Williamwang
11418 Williamwang este o planetă minoră (asteroid), cu un diametru de 9,146 km, din centura de asteroizi. A fost descoperită pe 13 mai 1999 la Magdalena Ridge Observatory⁠(d) de Lincoln Near-Earth Asteroid Research. 
Obiectul prezintă o orbită caracterizată de o semiaxă mare de 2,7055759 UAi, o excentricitate de 0,04, o înclinație de 5,04222 ° în raport cu ecliptica.